# 馬丁鎮區 (密歇根州)
馬丁鎮區（英語：Martin Township）是位於美國密歇根州阿勒根縣的一個行政鎮區。

## 地方資料
馬丁鎮區的面積為93.20平方千米，當中陸地面積為92.10平方千米，而水域面積為1.10平方千米。根據2010年美國人口普查的數據，當地共有人口2629人，而人口密度為每平方千米28.21人。